# منهي (وراثة)
في علم الوراثة مُنهي النسخ هو منطقة في تسلسل حمض نووي تُحدد نهاية الجين أو المشغل في الدنا الجينومي أثناء النسخ. يتوسط هذا التسلسل إنهاء النسخ وذلك بتقديم إشارات إلى نسخة الرنا المصطنعة حديثا، تقوم هذه الإشارات بإثارة عملياتٍ تعمل على إطلاق نسخة الرنا من مركب النسخ. تشمل هذه العمليات على التآثر المباشر بين البنية الثنائية للرنا الرسول مع مركب النسخ و/أو النشاطات غير المباشرة لعوامل الإنهاء المستخدمة. يحرر إطلاقُ مركبِ النسخِ بوليميرازَ الدنا وآليات النسخ ذات الصلة للقيام بعمليات نسخ جزيئات رنا رسول جديدة.

## لدى بدائيات النوى

مخطط بسيط لآليات إنهاء النسخ لدى بدائيات النوى. في الإنهاء المستقل عن رهو، تتشكل حلقة إنهاء جذعية في الرنا الرسول الجديد وتتآثر مع بروتين NusA لإثارة إطلاق النسخة من مركب بوليمراز الرنا (أعلى). في الإنهاء المرتبط برهو، يقوم بروتين رهو بإثارة إطلاق نسخة الرنا.

تم تحديد نوعين من إنهاء الترجمة: المرتبطة برهو والمستقلة عن رهو في جينومات بدائيات النوى. هذه التسلسلات المنتشرة بكثرة مسؤولة على استثارة نهاية النسخ بعد نهاية نسخ الجين أو المشغل، متوسطة الإنهاء المبكر للنسخ كوسيلة تنظيم كتلك الملحوظة في توهين النسخ، ولضمان إنهاء عمل مركبات النسخ الفارة التي تمكنت تجنب المُنهِيات الأولى بالصدفة، وهذا يمنع استخدام طاقة غير ضرورية بالنسبة للخلية.

### المنهيات المتعلقة برهو
المُنهِيات المتعلقة برهو تتطلب بروتينا يسمى عامل رهو (Rho factor) والذي  يعارض نشاط هيليكاز الرنا ليوقف مركب النسخ بوليميراز الرنام-الدنا-الرنا. توجد المنهيات المتعلقة برهو في البكتيريا والعاثيات وتظهر مع التيار بالنسبة لكودونات الوقف وتتكون من تسلسلات غير منتظمة غنية بالسايتوسين في الرنا الرسول تعرف بموقع استخدام رهو (روت-rut) والذي لم يتم الإجماع على تحديد تسلسله بعد، ونقطة توقف نسخية مع التيار (تسب-tsp). يعمل روت كموقع تحميل للرنا الرسول ومنشط لعامل رهو، يسمح التنشيط لرهو بحلمأة الـATP بشكل فعال والتنقل على طول الرنا الرسول مع الحفاظ على الاتصال بموقع روت. رهو قادر على اللحاق بالرنا الرسول الذي يتعطل في مواقع (تسب). الاتصال بين رهو ومركب بوليميراز الرنا يستثير انفصال مركب النسخ عبر آلية تشمل آثار تفارغية لرهو على بوليميراز الرنا.

### المنهيات المستقلة عن رهو
منهيات النسخ الداخلية أو المنهيات المستقلة عن رهو تتطلب تكوُّن بنية حلقة جذعية ذات تثبيت ذاتي في النسخة المستطالة والتي تسبب تشويشا في عمل مركب بوليميراز الرنام-الدنا-الرنا رباعي البنية. يحتوي تسلسل المنهي في الدنا على 20 زوج قاعدي غني بالمناطق GC ذات تناظر ثنائي متبوعة بامتداد عديد T قصير -والذي يُنسخ لإنشاء الحلقة الجذعية المُنهِية- و7-9 نوكليوتيدات يوراسيل على التوالي. يُفترض أن آلية الإنهاء تظهر عبر توليفةِ تحفيزٍ وتفكيكٍ - بواسطة آثار تفارغية- لتآثرات مرتبطة بالحلقة الجذعية مع بوليميراز الرنا و«الحرائك المتنافسة». يسبب تشكل الحلقة الجذعية توقف بوليميراز الرنا وزعزعة استقراره، ما يقود إلى احتمال كبير لانفصال المركب في ذلك الموضع بسبب الوقت المتزايد في التوقف في ذلك الموضع والاستقرار المنخفض للمركب المصاحب له. بالإضافة، يتآثر بروتين عامل الاستطالة NusA مع بوليميراز الرنا وبنية الحلقة الجذعية لاستثارة إنهاء النسخ.